# Пенанго
Пена̀нго (на италиански: Penango; на пиемонтски: P'nangh, Пънанг) е село и община в Северна Италия, провинция Асти, регион Пиемонт. Разположено е на 264 m надморска височина. Населението на общината е 525 души (към 2010 г.).